# Titidius caninde
Titidius caninde là một loài nhện trong họ Thomisidae.
Loài này thuộc chi Titidius. Titidius caninde được miêu tả năm 1996 bởi Esmerio & Lise.